# Inge Birkmann
Inge Birkmann (Brema, 24 agosto 1915 – Monaco di Baviera, 19 dicembre 2004) è stata un'attrice tedesca.

## Biografia
Inge Birkmann recitò nella stagione 1937/38 fino all'estate 1940 aa Stadttheater Krefeld. Per la stagione 1940/41 recitò al Städtischen Bühnen Nürnberg. Nel 1941 venne ingaggiata da Otto Falckenberg al Münchner Kammerspiele, ove rimase per sette anni. Altri teatri dove recitò furono il Residenztheater a Monaco, al Württembergische Staatstheater di Stoccarda e al Deutsche Theater Göttingen, e ancora dal 1973 venne ingaggiata alla Münchner Kammerspiele.
Dalla fine degli anni '50 iniziò anche la carriera nella televisione come Jean Giraudoux’ Bethanien, Anton Čechov Il giardino dei ciliegi ed Henrik Ibsen Baumeister Solness. Lavorò in Dr. Margarethe Johnsohn (come madre di Judy Winter), Der Tod des Camilo Torres oder: Die Wirklichkeit hält viel aus (Regia: Eberhard Itzenplitz) così come in diversi episodi di serie molto note internazionalmente Der Alte, Der Kommissar e L'ispettore Derrick.
Inge Birkmann fu sposata con il regista Hermann Schultze-Griesheim; nel 1946 ebbero una figlia, Susanne. Un giorno ebbero un incidente con investimento della figlia, il padre Schultze-Griesheim morì, la Birkmann fu gravemente ferita. Le seconde nozze furono con il filosofo Hermann Krings nel 1949, che morirà nel febbraio 2004; la coppia non ebbe figli. Un nipote è l'attore regista Joachim Meyerhoff.

## Filmografia parziale
- 1958: Die Alkestiade
- 1959: Der Kirschgarten
- 1966: Bethanien
- 1966: Baumeister Solness
- 1971: Der Kommissar – ep. 39: Als die Blumen Trauer trugen
- 1971: Der Fall Eleni Voulgari
- 1973: Der Kommissar – ep. 64: Ein Mädchen nachts auf der Straße
- 1975: L'ispettore Derrick – ep. 7: Madeira
- 1975: Der Kommissar – Folge 95: Eine Grenzüberschreitung
- 1977: Schulzeit
- 1977: Der Tod des Camilo Torres oder: Die Wirklichkeit hält viel aus
- 1978: Derrick – ep. 42: Abendfrieden
- 1979: Der Alte – Folge 33 : Eine große Familie
- 1980: Derrick – ep. 68: Ein Lied aus Theben
- 1982: Derrick – ep. 91: Eine Falle für Derrick
- 1982: Dr. Margarethe Johnsohn
- 1983: Der Alte – ep. 69: Der Tote im Wagen
- 1984: Der Alte – ep. 84: Das Ende vom Lied
- 1985: Derrick – ep. 127: Wer erschoß Asmy?
- 1986: Der Alte – ep. 103: Der Mord auf Zimmer 49
- 1986: Derrick – ep. 144: Der Fall Weidau
- 1987: Wer erschoss Boro?
- 1989: Ein Ring
- 1989: Derrick – ep. 176: Rachefeldzug